# Dissangis
Dissangis es una localidad y comuna francesa situada en la región de Borgoña, departamento de Yonne, en el distrito de Avallon y cantón de L'Isle-sur-Serein.

## Demografía
| 261 | 292 | 325 | 326 | 354 | 342 | 346 | 321 | 301 | 289 | 289 | 274 | 268 | 270 | 250 | 231 | 212 | 218 | 266 | 218 | 183 | 213 | 242 | 189 | 189 | 156 | 143 | 113 | 95 | 71 | 87 | 103 | 132 |
| Para los censos de 1962 a 1999 la población legal corresponde a la población sin duplicidades (Fuente: INSEE [Consultar]) |     |     |     |     |     |     |     |     |     |     |     |     |     |     |     |     |     |     |     |     |     |     |     |     |     |     |     |    |    |    |     |     |